# Рудольф Шмідт
Рудольф Шмідт (нім. Rudolf Schmidt; нар. 12 травня 1886, Берлін — пом. 7 квітня 1957, Крефельд) — німецький воєначальник часів Третього Рейху, генерал-полковник Вермахту (1942). Кавалер Лицарського хреста Залізного хреста з Дубовим листям‎ (1941).

## Біографія
Учасник Першої світової війни. За бойові заслуги відзначений численними нагородами. Після демобілізації армії залишений у рейхсвері. Вважався одним з головних експертів вермахту по танках. З 1 жовтня 1937 року — командир 1-ї танкової дивізії, з якою брав участь у Польській кампанії. З 1 лютого 1940 року — командир 39-го танкового корпусу. Учасник бойових дій у Нідерландах, Франції і на радянсько-німецькому фронті. В середині серпня 1941 року корпус Шмідта був перекинутий з центрального напрямку на північ, під Ленінград, і після ряду запеклих боїв взяв Шліссельбург. З 15 листопада по 25 грудня 1941 року — в.о. командувача 2-ю армією. З 1 січня 1942 року — командувач 2-ю танковою армією. В 1942 році провів ряд успішних операцій в районі Орла і Брянська. Після поразки в битві на Курській дузі 10 липня 1943 року замінений генералом Лотаром Рендулічем і 30 вересня 1943 року звільнений у відставку. Після війни жив у Веймарі, де 25 грудня 1947 року був заарештований радянською контррозвідкою. 4 лютого 1952 року засуджений до 25 років ув'язнення. 7 січня 1956 року переданий владі ФРН і звільнений.

## Нагороди

### Перша світова війна
- Залізний хрест 2-го і 1-го класу
- Орден Церінгенського лева, лицарський хрест 2-го класу з мечами і дубовим листям
- Орден Генріха Лева 4-го класу
- Хрест «За військові заслуги» (Австро-Угорщина) 3-го класу з військовою відзнакою
- Військова медаль (Османська імперія)
- Орден «За військові заслуги» (Болгарія), офіцерський хрест

### Міжвоєнний період
- Почесний хрест ветерана війни з мечами
- Медаль «За вислугу років у Вермахті» 4-го, 3-го, 2-го і 1-го класу (25 років)
- Медаль «У пам'ять 1 жовтня 1938»

### Друга світова війна
- Застібка до Залізного хреста
  - 2-го класу (22 вересня 1939)
  - 1-го класу (2 жовтня 1939)
- Лицарський хрест Залізного хреста з дубовим листям
  - Лицарський хрест (3 червня 1940)
  - Дубове листя (№19; 10 липня 1941)
- Нагрудний знак «За танкову атаку» в сріблі (15 липня 1942)
- Медаль «За зимову кампанію на Сході 1941/42»

Військова кар'єра
- 25 вересня 1906 — фанен-юнкер
- 18 травня 1907 — фенріх
- 27 січня 1908 — лейтенант
- 28 листопада 1914 — обер-лейтенант
- 18 грудня 1915 — гауптман
- 1 лютого 1927 — майор
- 1 квітня 1931 — оберст-лейтенант
- 1 жовтня 1933 — оберст
- 1 жовтня 1936 — генерал-майор
- 1 червня 1938 — генерал-лейтенант
- 1 червня 1940 — генерал танкових військ
- 1 січня 1942 — генерал-полковник